# راتکوویچ (صربستان)
راتکوویچ (به صربی: Ratković) یک منطقهٔ مسکونی در صربستان است که در رکوواتس واقع شده‌است. راتکوویچ ۴۶۱ نفر جمعیت دارد.